# Caroline Springs
Caroline Springs ist ein Stadtteil von Melbourne. Er befindet sich etwa 22 km westlich der Innenstadt und hatte 2016 eine Einwohnerzahl von 24.205.
Das Gebiet, das ursprünglich zur Landwirtschaft genutzt wurde, wurde erst ab 1998 erschlossen. Durch den Stadtteil verläuft das Kororoit Creek.